# Stefan Aleksander Zwierowicz
Stefan Aleksander Zwierowicz (* 6. Dezember 1842 in Wyrozenby, Powiat Siedlecki, Polen; † 4. Januar 1908 in Sandomierz) war Bischof von Vilnius (1897–1902) und Bischof von Sandomierz (1902–1908).

## Leben
Nach dem Abitur in Białystok trat er in das Priesterseminar in Vilnius ein, studierte Theologie an der Theologischen Akademie in St. Petersburg und wurde am 2. Dezember 1869 zum Priester geweiht. Er war Professor und später Rektor des Priesterseminars in Vilnius.
Am 2. August 1897 wurde er zum Bischof von Vilnius bestellt. Konsekriert wurde er am 16. November 1897 durch den Bischof von Sandomierz Antoni Franciszek Ksawery Sotkiewicz. Mitkonsekrator war Bolesław Hieronim Kłopotowski, der Weihbischof in Luceoria o Glück o e Zytomir Zytomierz, (Ukraine). Am 17. September 1902 wurde er Bischof von Sandomierz.
Seine letzte Ruhestätte fand er in der Krypta der Kathedrale von Sandomierz.